# 龜兔故事 (朝鮮半島)
《龜兔故事》，又稱《龜兔之說》，是古代朝鮮半島的一個稗說故事，內容講述龜奉東海龍王之命，意圖奪取兔肝，但兔最終在危急關頭，憑著狡詐而脫險。這則《龜兔故事》與古印度經典《本生經》及《鱉獼猴經》中的故事類似，並在朝鮮半島文學裡具有重要地位。

## 起源及形成
據南韓學者趙潤濟指出，《龜兔故事》與外地文化有關。這則稗說文學故事，與古印度的《札塔卡本生經》中的《龍和猴的故事》、《鱉獼猴經》中的《龜與猴的故事》，以及日本的《水母和猴的故事》的內容相似。趙潤濟又認為，這則故事在朝鮮半島民間口口傳承，最早收錄於高麗朝時編成的《三國史記》，在此過程中，把民族的心態願望漸漸融入其中，逐漸成為完全的本民族的故事。
《龜兔故事》於朝鮮半島前三國時代經已出現。公元7世紀時，新羅的伊湌金春秋（即日後的新羅武烈王）意圖消滅百濟，親身到高句麗請求援兵，高句麗王卻提出先割讓土地，然後才出兵。金春秋不肯屈服，反而被囚禁，處境堪虞，便賂遺高句麗寵臣先道解，要求幫助脫險。先道解便陳述《龜兔故事》，以勸喻金春秋效法兔子，假裝應承割地，以求返國。最終，金春秋獲高句麗王應允，安全歸國。

## 故事內容
引錄自《朝鮮史略》卷二：
|  | 東海龍女病甚，欲得兔肝，有一龜語龍王曰：「吾能得之。」遂登陸，見兔，極言海島安居之樂，因負兔行。既三里，乃言其故。兔曰：「吾神明之後，能出五臟，洗而納之。日者，少覺心煩，遂出肝洗之，暫置巖石之底而來，若歸取肝，汝得所求。吾雖無肝，尚活。豈不兩相宜哉！」龜信之，乃還，纔上岸，兔脫入草中。 |

現代漢語版本（引錄自趙潤濟《韓國文學史》第二章第三節，社會科學文獻出版社中譯本）：
|  | 古時，東海龍女有疾，醫者稱以兔肝為藥可治，但無處可求。龜聞之往見龍王自薦取之，獲准，來到陸上見一兔。龜以甜言蜜語騙兔伏在其背上向龍宮游來。途中龜以樂忘形，吐出真情，告之龍女將以其肝為藥。兔聞之鎮靜如常，告之曰：「吾乃神明後裔，可以取出五臟洗滌。日間不快，把肝取出洗滌後正晾於岩石上，聽汝言後急於隨往，肝末及收入腹中。若此，我們應返回陸上取肝復來如何？吾無肝亦可生存，你得肝可邀功，豈不兩便？」龜聽後信以為真，復負之游回陸地。兔上岸後躍入草叢中叫道：「傻瓜！無肝者如何可活？」龜聞知始知失算，默然返回。 |

## 在朝鮮半島文學中的作用
《龜兔故事》一類的稗說文學，南韓學者趙潤濟認為其在朝鮮半島文學史中，被視為體現了韓民族的性格、思想、感情乃至理想，但亦由於它與古印度及日本的經典故事有相同之處，這反映了它已不啻是簡陋而單純的民族固有之物，而是與世界文化連繫著的。
《龜兔故事》亦為後來的朝鮮半島文壇提供了藝術養份，例如傳統板索里（又中譯為判所里）樂曲裡的《水宮歌》，便依據這則故事寫成的。

## 外部連結
- （中文）.   [2008-10-22]. （原始内容存档于2008-09-24）.
- （中文）.   [2008-10-27]. （原始内容存档于2007-05-18）.